# Cephalodella megalotrocha
Cephalodella megalotrocha är en hjuldjursart som beskrevs av Wiszniewski 1934. Cephalodella megalotrocha ingår i släktet Cephalodella och familjen Notommatidae. Inga underarter finns listade i Catalogue of Life.